# Expedició 51
L'Expedició 51 va ser la 51a estada de llarga durada a l'Estació Espacial Internacional, que va començar a partir de la sortida de la Soiuz MS-02 el 10 d'abril de 2017 i va arribar a la conclusió amb la sortida de la Soiuz MS-03 el 2 de juny de 2017. Peggy Whitson, Oleg Novitskiy i Thomas Pesquet van ser transferits de l'Expedició 50, amb Peggy Whitson prenent el paper de comandant. És la primera dona a comandar dues expedicions a l'EEI, prèviament va comandar l'Expedició 16.
A causa d'una decisió de reduir la quantitat de cosmonautes russos participants en 2017, només van viatjar dos cosmonautes a la Soiuz MS-04 el 20 d'abril de 2017: el número de la tripulació total va ser de cinc.
La transferència de comandaments de l'expedició 51 a l'Expedició 52 es va fer l'1 de juny de 2017. L'Expedició 51 va finalitzar oficialment el 2 de juny de 2017 10:47 UTC, amb el desacoblament de la Soiuz MS-03.

## Tripulació
| Posició            | Primera Part (Abril de 2017)            | Segona Part (Abril a juny de 2017)         |
| ------------------ | --------------------------------------- | ------------------------------------------ |
| Comandant          | Peggy Whitson, NASA Tercer vol espacial | Peggy Whitson, NASA Tercer vol espacial    |
| Enginyer del vol 1 | Oleg Novitskiy, RSA Segon vol espacial  | Oleg Novitskiy, RSA Segon vol espacial     |
| Enginyer del vol 2 | Thomas Pesquet, ESA Primer vol espacial | Thomas Pesquet, ESA Primer vol espacial    |
| Enginyer del vol 3 |                                         | Fiódor Iurtxikhin, RSA Cinquè vol espacial |
| Enginyer del vol 4 |                                         | Jack Fischer, NASA Primer vol espacial     |